# شهرستان کروشاری
شهرستان کروشاری (به بلغاری: Krushari Municipality) یک شهرستان در بلغارستان است که در استان دوبریچ واقع شده‌است. شهرستان کروشاری ۴۱۷٫۵ کیلومتر مربع مساحت و ۵٬۲۹۶ نفر جمعیت دارد.